# 大森俊之
大森俊之（1957年12月11日—），日本作曲家、編曲家。東京都出身。動畫《新世纪福音战士》片頭曲《残酷天使的行动纲领》的編曲，與歌手高橋洋子、作詞家及川眠子有20年以上的合作。為高橋洋子提供多首歌曲，還有合作《CROSSANGE 天使與龍的輪舞》的後期OP《真實的默示錄》、《JoJo的奇妙冒險 黄金之風》的OP《Fighting Gold》等等。

## 作品

### 動畫配樂
- 福星小子 完結篇
- 魔物獵人妖子
- 超級麻雀
- Compiler
- 機械女神R
- 恐龍冒險記
- アリス探偵局
- VIRUS BUSTER SERGE
- 超獸傳說
- Legend of BASARA
- 銀裝騎攻Ordian
- 新白雪姬傳說
- 通靈王
- 魁！！天兵高校 THE MOVIE
- 真月譚 月姬
- 萊姆色戰奇譚
- 曙光少女
- 校園迷糊大王
- 聖誕之吻SS[5]
- 聖誕之吻SS+ plus

### 作曲
歌手：高橋洋子
- 月之迷宮 （電視動畫《新世紀福音戰士》關連歌曲）
- 予感 （《新世紀福音戰士》關連歌曲）
- 幸せは罪の匂い （《新世紀福音戰士》關連歌曲）
- 魂之轮回 （動畫電影《新世紀福音戰士劇場版：死與新生》主題歌）
- 希望の空へ （《新世紀福音戰士》關連歌曲）
- 眩惑の海から （《新世紀福音戰士》關連歌曲）
- 慟哭へのモノローグ （《新世紀福音戰士》關連歌曲）
- 暫し空に祈りて （《新世紀福音戰士》關連歌曲）
- 赤き月 （《新世紀福音戰士》關連歌曲）
- a la tierra -地球へ-
- 雫
- The Way
- metamorphose （電視動畫《醜陋美世界》OP）
- WING （電視動畫《幸運女神》ED）
- 白い翼で
- 夜明け生まれ来る少女 （電視動畫《灼眼的夏娜》ED）
- You are the one !
- Yoko's theme
- 恋のライセンス
- TRAIN
- My hope, Your hope
- 夜風の静寂
- それは時にあなたを励まし、時に支えとなるもの
- a little wish
- On/Off
- Wing Wanderer （電子遊戲《穿越领域计划》OP）
- GALAXY （電子遊戲《穿越领域计划》ED）
- 真實的默示錄 （電視動畫《CROSSANGE 天使與龍的輪舞》OP）
- ライオン・キシリデント CM曲

其他歌手
| 曲名                     | 歌手             | 商業搭配                                          |
| ------------------------ | ---------------- | ------------------------------------------------- |
| Extrication              | 林原惠           | 電視動畫《失落的宇宙》ED                          |
| Until Strawberry Sherbet | 林原惠           | 《爆走獵人》關連歌曲                              |
| RUN ALL THE WAY!         | 林原惠           | 電視動畫《秀逗魔導士 RETURN》形象歌曲             |
| 天国的記憶               | 林原惠           | 《新世紀福音戰士》關連歌曲                        |
| YOU GET TO BURNING       | 松澤由美         | 電視動畫《機動戰艦》OP                            |
| Dearest                  | 松澤由美         | 動畫電影《機動戰艦 The prince of darkness》主題曲 |
| 永遠のSEED               | 松澤由美         | 松澤由美20周年紀念專輯歌曲                        |
| The voice of true love   | 石原慎一         |                                                   |
| Love you more than ever  | 石原慎一         |                                                   |
| I'm Free                 | 石原慎一         |                                                   |
| GHOST SWEEPER            | 原田千荣         | 電視動畫《GS美神》OP                              |
| 永遠のRemake             | 原田千荣         | 電視動畫《銀裝騎攻Ordian》ED                      |
| 約束                     | Lia              | 《CLANNAD劇場版》印象曲                           |
| BLOODY STREAM            | Coda（小田和奏） | 電視動畫《JoJo的奇妙冒險 Part2：戰鬥潮流》OP      |
| Fighting Gold            | Coda（小田和奏） | 電視動畫《JoJo的奇妙冒險 黄金之風》OP             |
| 幸せの別名               | 宮村優子         |                                                   |

## 外部連結
- 官方網頁 （页面存档备份，存于）